# Jameela Jamil
Jameela Alia Jamil (Hampstead, 25 de fevereiro de 1986) é uma atriz, apresentadora e modelo britânica.

## Biografia
Jameela Jamil nasceu, de pai indiano, e mãe paquistanesa, em 25 de fevereiro de 1986. Nasceu com perda auditiva congênita e labirintite, e passou por várias operações para corrigir. Ela afirma que tem "70% de audibilidade na orelha esquerda, e 50% na orelha direita". Ela não foi criada como muçulmana, e não é de origem muçulmana. Ela não segue religião. Na escola, Jameela diz que ela era "teimosa e tímida". Seus interesses incluem arte e biologia. Aos 17 anos de idade, Jameela foi atropelada ao ser perseguida por uma abelha, quebrando vários ossos e danificando sua espinha. Ela foi informada de que talvez nunca mais voltasse a andar, mas depois de tratamento com esteroides e fisioterapia, recuperou-se lentamente, usando uma estrutura Zimmer para começar a andar.
Jameela ensinou inglês para estudantes estrangeiros na Callan School of English, em Oxford Street, Londres. Ela também trabalhou como modelo, fotógrafa, e designer de moda para a Premier Model Management Limited.
Em 2012, começou a trabalhar como radialista. Em junho de 2012, Jameela colaborou com Very.co.uk para estrear a sua primeira coleção de moda. Mais tarde, em 2015, Jameela entrou para a Why Not People?, uma empresa engajada em eventos e associações para entretenimento ao vivo, acessível a pessoas com deficiência.

## Carreira
Jameela foi fotografada para a Vogue em "British Editorial Class of 2010", em janeiro daquele ano, por David Bailey. Entre 2011 e 2014, ela escreveu uma coluna para a Company (revista), revista mensal para mulheres. 
Ela apareceu no programa Music Zone da E4 ao final de 2008. Ela começou a apresentar na T4 em 2009. Em janeiro de 2009, Alexa Chung deixou o programa matinal Freshly Squeezed; Jamil conseguiu o lugar de Chung como coapresentadora, ao lado de Nick Grimshaw.
Jamil apresentou "The Closet", um programa de consultoria de moda no site da rede social Bebo. Criado e produzido por Twenty Twenty Television, que fazia parte da comissão de programas 'Bebo Originals'. Em janeiro de 2012, Jamil substituiu June Sarpong como a nova anfitriã de Playing It Straight.
Desde setembro de 2016, Jamil tem feito parte do elenco da comédia The Good Place, da NBC, onde ela faz o papel de Tahani Al-Jamil. O papel é seu primeiro trabalho como atriz. Jamil diz que não sabia muito sobre a série antes da audição.

## Reconhecimento
Foi considerada uma das 100 mulheres mais influentes e inspiradoras de todo o mundo em 2018, pela BBC.

## Filmografia

### Cinema
| Ano  | Título                 | Papel                  | Notas |
| ---- | ---------------------- | ---------------------- | ----- |
| 2019 | How to Build a Girl    | Cleópatra Filopátor    |       |
| 2022 | Marry Me               | Anikah                 |       |
| 2022 | DC Liga dos Super Pets | Mulher-Maravilha (voz) |       |
| 2023 | Love at First Sight    | Narradora              |       |
| 2025 | Elio                   | Embaixadora Questa     |       |

### Televisão
| Ano           | Título                    | Papel           | Notas            |
| ------------- | ------------------------- | --------------- | ---------------- |
| 2016–2020     | The Good Place            | Tahani Al-Jamil | Papel principal  |
| 2018          | DuckTales                 | N/A             |                  |
| 2020–presente | Legendary                 | Ela mesma       | Jurada principal |
| 2022          | She-Hulk: Attorney at Law | Titânia         |                  |

### Programa
| Ano       | Título              | Papel     | Notas |
| --------- | ------------------- | --------- | ----- |
| 2009–2012 | T4                  | Ela mesma |       |
| 2009–2012 | Freshly Squeezed    | Ela mesma |       |
| 2012      | Playing It Straight | Ela mesma |       |

### Radio
| Ano       | Título             | Papel     | Notas       |
| --------- | ------------------ | --------- | ----------- |
| 2013–2015 | The Official Chart | Ela mesma | BBC Radio 1 |